# José Gawlik
José Luis Gawlik (General Güemes, Salta, 24 de octubre de 1978) es un exfutbolista argentino que jugaba como volante.

## Trayectoria

### Libertad de Campo Santo
Gawlik se formó y debutó en Libertad de Campo Santo.

### Deportivo Wanka
En 2001 tuvo su primera experiencia en el extranjero, cuando se sumó a Deportivo Wanka.

### Talleres de Perico
En 2002 volvió a Argentina y se sumó a Talleres de Perico. En el club jujeño jugó hasta 2004. En el 2006 retornó al club y tuvo su segunda etapa en Talleres.

### Unión Central
En 2004 viajó a Bolivia y se unió a Unión Central. En el equipo de Tarija jugó un año.

### Jorge Wilstermann
En 2005 pasó a Jorge Wilstermann. En el aviador tuvo un breve paso.

### Atlético Tucumán
Para la temporada 2005/06 volvió a su país y se sumó a Atlético Tucumán. En el decano jugó hasta 2006.

### Gimnasia y Tiro
En 2007 llegó a Gimnasia y Tiro. En el club salteño jugó hasta 2008.

## Clubes
| Club                    | País      |
| ----------------------- | --------- |
| Libertad de Campo Santo | Argentina |
| Deportivo Wanka         | Perú      |
| Talleres de Perico      | Argentina |
| Unión Central           | Bolivia   |
| Jorge Wilstermann       | Bolivia   |
| Atlético Tucumán        | Argentina |
| Gimnasia y Tiro         | Argentina |